# Charlotte Debroux
Pour les articles homonymes, voir Debroux.
Charlotte Debroux, née le 27 septembre 1983, est une athlète belge dont la spécialisation était la distance de 800 mètres, distance pour laquelle elle a remporté un total de sept titres nationaux, soit quatre en plein air et trois en salle.